# La flaca (cançó)
La flaca és una cançó de gènere rock llatí interpretada pel grup musical Jarabe de Palo. Va ser composta pel cantant i compositor Pau Donés i gravada a l'àlbum homònim l'any 1996.

## Història
Composta durant l'estiu de 1995 en el transcurs de viatge de la banda a Cuba que el director de cinema Fernando de France havia organitzat amb l'objectiu de rodar a l'illa el videoclip del tema El Lado Oscuro. Va ser en la discoteca "1830", coneguda com "La Tasca", situada al malecón de l'Havana on van conèixer a Alsoris Guzmán, la jove model que va inspirar la cançó.
El tema va donar títol a l'àlbum debut de la banda i es va convertir en un rotund èxit durant l'estiu de 1997, aconseguint el número 1 de los 40 Principales el 6 de setembre de 1997 i arribant a vendes superiors a les 600.000 còpies en Espanya. Posteriorment l'èxit s'estendria per Llatinoamèrica, arribant al número 9 de la llista Billboard latin pop song als Estats Units el 5 de setembre de 1998.

## Cançons[6]
| Núm. | Títol                 | Durada |
| ---- | --------------------- | ------ |
| 1.   | «La flaca»            | 4:29   |
| 2.   | «La flaca (acústica)» | 3:33   |

## Formació
- Pau Donés - guitarra, veu
- Alex Tenas - bateria
- Joe Dworniak - baix
- Jordi Mena - guitarra
- Daniel Forcada - percussió

## Premis
Va rebre un dels Premis Ondas 1997 a la millor cançó.